# Legio II Italica

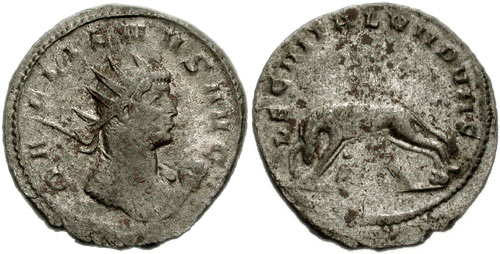
Biểu tượng của II Italica, Con sói cái và cặp song sinh trên đồng antoninianus được đúc bởi hoàng đế Gallienus. Trên mặt trái có dòng chữ LEG II ITAL VII P VII F, "Legio II Italica bảy lần trung thành và trung nghĩa".

Legio secunda Italica (quân đoàn Ý thứ hai), là một quân đoàn La Mã được hoàng đế Marcus Aurelius thành lập vào năm 165 cùng với I Italica vào thời điểm khi mà đế quốc La Mã đang phải chiến đấu tại Germania và cả ở Parthia. Hiện nay vẫn còn có những ghi chép về II Italica đóng quân ở Noricum vào đầu thế kỷ thứ 5. Biểu tượng quân đoàn là con sói mẹ và cặp sinh đôi Romulus và Remus, điều này ám chỉ đến sự đồng cai trị của Marcus Aurelius và Lucius Verus tại thời điểm đó.
Nơi diễn ra các hoạt động chính của quân đoàn là ở tỉnh Noricum của La Mã vốn nằm ở lề phía nam của sông Donau, tại đây người Đức thường xuyên tiến hành các cuộc xâm nhập. Vào năm 180, II Italica đã đóng quân ở Lauriacum, Lorch ngày nay.
Vào năm 193, II Italica đã hành quân về thành Roma cùng với Septimius Severus và tham gia vào cuộc chiến tranh giành quyền lực của ông. Vị hoàng đế mới sau đó đã ban thưởng cho họ danh hiệu Fidelis (trung thành). Sau này Septimius Severus còn sử dụng II Italica để chống lại các cuộc nổi loạn của Pescennius Niger và Clodius Albinus, ngoài ra quân đoàn còn tham gia vào chiến dịch Parthia của ông.
Vào thế kỷ thứ 3, sự ủng hộ của các quân đoàn đóng một vai trò rất quan trọng trong việc tranh giành ngai vàng ở đế quốc La Mã. Cũng nhận thức được thực tế này, Gallienus đã ban cho II Italica danh hiệu VII Pia VII Fidelis (bảy lần trung thành, bảy lần trung nghĩa) để đảm bảo sự ủng hộ liên tục của họ.